# Acanthodactylus harranensis
Acanthodactylus harranensis е вид влечуго от семейство Гущерови (Lacertidae). Видът е критично застрашен от изчезване.

## Разпространение
Разпространен е в Турция.

## Описание
Популацията им е намаляваща.